# Brin-sur-Seille
Pour les articles homonymes, voir Brin.
Brin-sur-Seille est une commune française située dans le département de Meurthe-et-Moselle, en région Grand Est.

## Géographie

### Localisation
Cette commune fut un village-frontière avec l'Allemagne entre 1871 et 1918.

### Communes limitrophes
Brin-sur-Seille est limitrophe de 7 communes.

### Hydrographie
La commune est dans le bassin versant du Rhin au sein du bassin Rhin-Meuse. Elle est drainée par la Seille, le ruisseau de l'Étang de Brin et le ruisseau Mazerulles,.
La Seille, d'une longueur de 138 km, prend sa source dans la commune de Maizières-lès-Vic et se jette  dans divers bras mort de la Moselle à Metz, après avoir traversé 57 communes. 

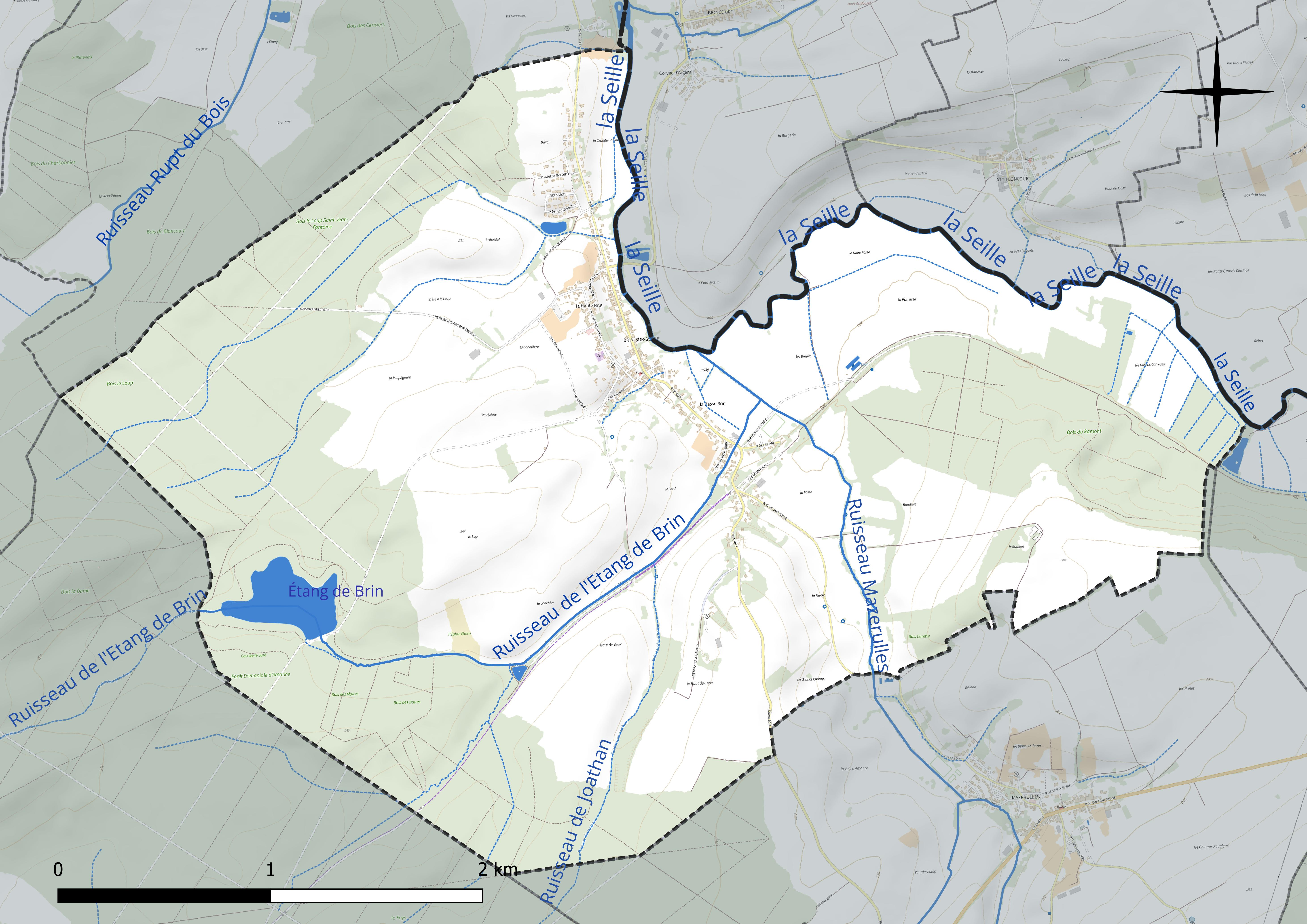
Réseau hydrographique de Brin-sur-Seille.

Un plan d'eau complète le réseau hydrographique : l'étang de Brin (11,5 ha),.

### Climat
Pour des articles plus généraux, voir Climat du Grand Est et Climat de Meurthe-et-Moselle.
En 2010, le climat de la commune est de type climat océanique dégradé des plaines du Centre et du Nord, selon une étude du Centre national de la recherche scientifique s'appuyant sur une série de données couvrant la période 1971-2000. En 2020, Météo-France publie une typologie des climats de la France métropolitaine dans laquelle la commune est exposée à un climat semi-continental et est dans la région climatique  Lorraine, plateau de Langres, Morvan, caractérisée par un hiver rude (1,5 °C), des vents modérés et des brouillards fréquents en automne et hiver. 
Pour la période 1971-2000, la température annuelle moyenne est de 9,9 °C, avec une amplitude thermique annuelle de 16,9 °C. Le cumul annuel moyen de précipitations est de 747 mm, avec 11,3 jours de précipitations en janvier et 9,2 jours en juillet. Pour la période 1991-2020, la température moyenne annuelle observée sur la station météorologique de Météo-France la plus proche, « Nancy-Essey », sur la commune de Tomblaine à 15 km à vol d'oiseau, est de 11,0 °C et le cumul annuel moyen de précipitations est de 746,3 mm. 
La température maximale relevée sur cette station est de 40,1 °C, atteinte le 24 juillet 2019 ; la température minimale est de −24,8 °C, atteinte le 21 février 1956,,. 
Les paramètres climatiques de la commune ont été estimés pour le milieu du siècle (2041-2070) selon différents scénarios d'émission de gaz à effet de serre à partir des nouvelles projections climatiques de référence DRIAS-2020. Ils sont consultables sur un site dédié publié par Météo-France en novembre 2022.

## Urbanisme

### Typologie
Au 1er janvier 2024, Brin-sur-Seille est catégorisée commune rurale à habitat dispersé, selon la nouvelle grille communale de densité à sept niveaux définie par l'Insee en 2022.
Elle est située hors unité urbaine. Par ailleurs la commune fait partie de l'aire d'attraction de Nancy, dont elle est une commune de la couronne,. Cette aire, qui regroupe 353 communes, est catégorisée dans les aires de 200 000 à moins de 700 000 habitants,.

### Occupation des sols
L'occupation des sols de la commune, telle qu'elle ressort de la base de données européenne d’occupation biophysique des sols Corine Land Cover (CLC), est marquée par l'importance des territoires agricoles (55,6 % en 2018), une proportion sensiblement équivalente à celle de 1990 (55,9 %). La répartition détaillée en 2018 est la suivante : forêts (40,7 %), prairies (28,1 %), terres arables (25 %), zones urbanisées (3,6 %), zones agricoles hétérogènes (2,6 %). L'évolution de l’occupation des sols de la commune et de ses infrastructures peut être observée sur les différentes représentations cartographiques du territoire : la carte de Cassini (XVIIIe siècle), la carte d'état-major (1820-1866) et les cartes ou photos aériennes de l'IGN pour la période actuelle (1950 à aujourd'hui).

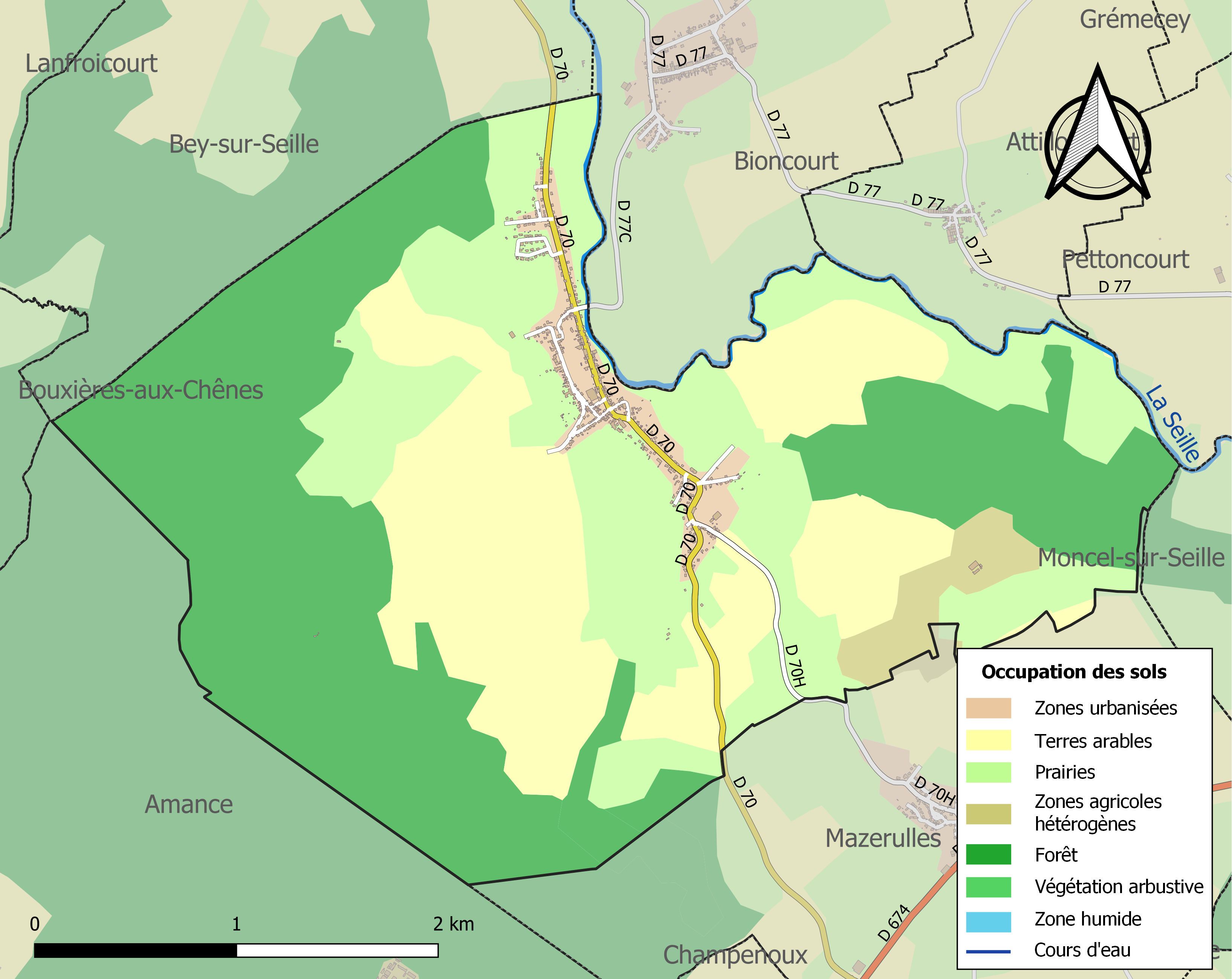
Carte des infrastructures et de l'occupation des sols de la commune en 2018 (CLC) Sur cette carte il manque l'étang de Brin et son ruisseau.

## Toponymie
Le nom de la localité est attesté sous les formes Bryn (1294) ; Brin-sur-Saille (1490) ; Ecclesia de Brino (1504) ; Brin-Haut et Brin-Bas (1751) ; Brin et Basse-Brin (1790).

Brin, mot du XIVe siècle, d'origine obscure. Aux XVe et XVIe siècles, il prend la signification qu'il a aujourd'hui, désignant un jet de bois, appelé aussi « brin de cépée », sortant d’une souche restée en terre,. « Arbre de brin », arbre à une seule tige provenant d’une semence. Un Bois de brin est un terme ancien de foresterie et de charpenterie qui désigne des morceaux de bois de belle venue, longs et droits, qui n’ont d'autre façon que celle de l'équarrissage, et qui sont de toute la grosseur des arbres.

Brin peut dériver de brannus signifiant le chef ou du gaulois brannos pour le corbeau.
La Seille est une rivière du Grand Est, dans les deux départements de Meurthe-et-Moselle et de la Moselle, qui se jette dans la Moselle.

## Histoire

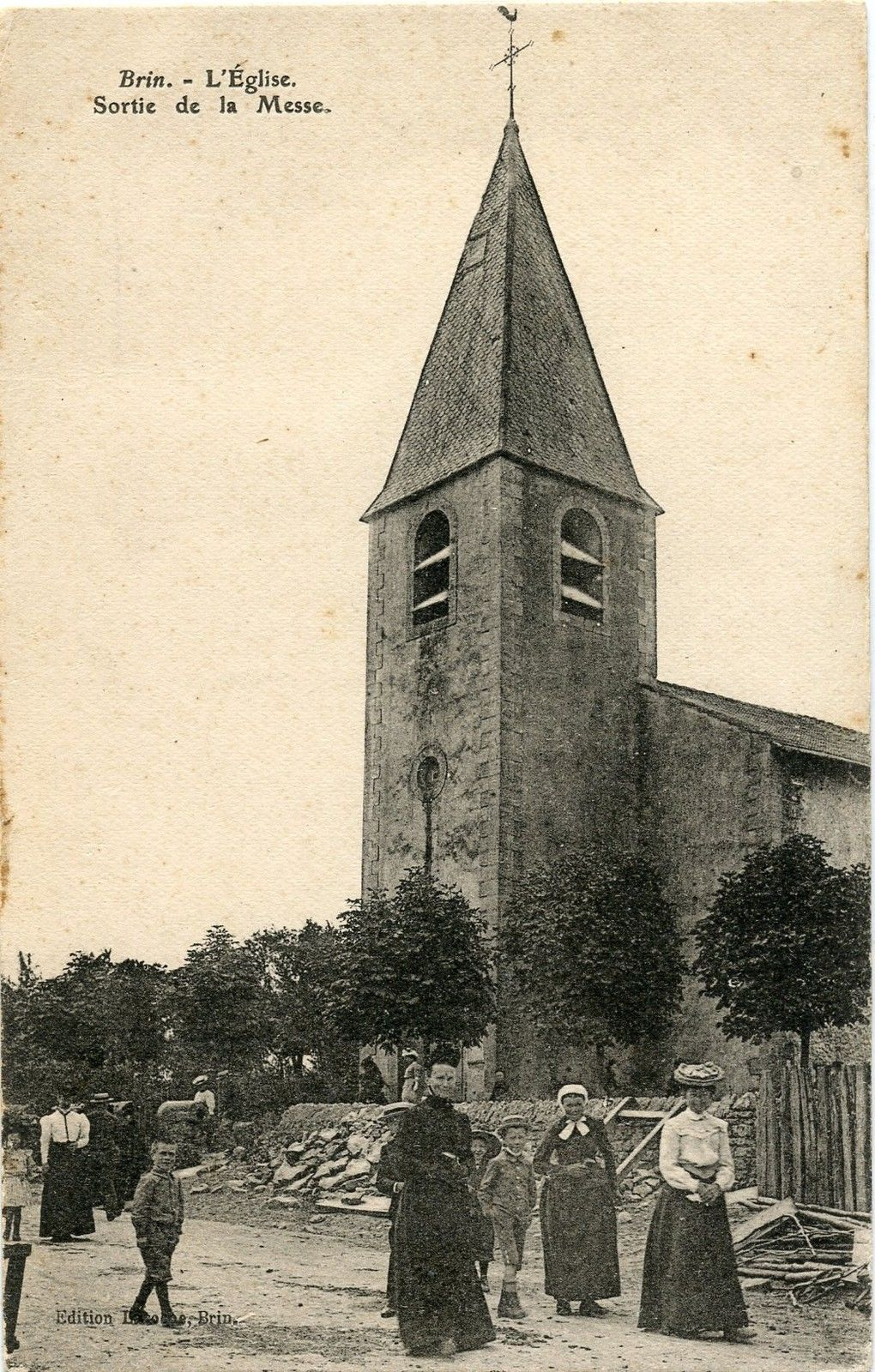
Ancienne église de Brin.

Le village est entièrement détruit au cours de la guerre de 1914-1918 et reconstruit.
C'est une des histoires méconnues de la Première Guerre mondiale. Des villes à l'écart des grandes batailles ont parrainé des communes situées dans les zones de combat et considérées comme des villages martyrs. Ainsi la commune de Brin-sur-Seille, en Meurthe-et-Moselle. Ce petit village a été entièrement détruit par les bombardements incessants de l'artillerie. Il faut dire qu'il avait la mauvaise chance d'être un village-frontière, sur la ligne qui a séparé la France et l'Empire allemand entre 1871 et 1914. Pour mobiliser les sommes gigantesques destinées à la reconstruction, le gouvernement après guerre a fait appel à la solidarité des villes françaises peu ou pas touchées par le conflit. Brin-sur-Seille est devenue la filleule de la ville de Niort. Et en 1923, une rue niortaise a pris son nom : elle part de l'avenue de La Rochelle et débouche rue du Clou-Bouchet.

## Politique et administration
| Période                                  | Période                        | Identité     | Étiquette      | Qualité |
| ---------------------------------------- | ------------------------------ | ------------ | -------------- | ------- |
| Les données manquantes sont à compléter. |                                |              |                |         |
| mai 2020                                 | En cours (au 25 novembre 2022) | Alain Holzer | Sans étiquette |         |

## Population et société

### Démographie
L'évolution du nombre d'habitants est connue à travers les recensements de la population effectués dans la commune depuis 1793. Pour les communes de moins de 10 000 habitants, une enquête de recensement portant sur toute la population est réalisée tous les cinq ans, les populations de référence des années intermédiaires étant quant à elles estimées par interpolation ou extrapolation. Pour la commune, le premier recensement exhaustif entrant dans le cadre du nouveau dispositif a été réalisé en 2008.

En 2022, la commune comptait 774 habitants, en évolution de −2,27 % par rapport à 2016 (Meurthe-et-Moselle : −0,13 %, France hors Mayotte : +2,11 %).
| 1793 | 1800 | 1806 | 1821 | 1831 | 1836 | 1841 | 1846 | 1851 |
| ---- | ---- | ---- | ---- | ---- | ---- | ---- | ---- | ---- |
| 327  | 374  | 402  | 434  | 407  | 457  | 454  | 447  | 466  |

| 1856 | 1861 | 1872 | 1876 | 1881 | 1886 | 1891 | 1896 | 1901 |
| ---- | ---- | ---- | ---- | ---- | ---- | ---- | ---- | ---- |
| 432  | 480  | 522  | 497  | 470  | 448  | 465  | 435  | 433  |

| 1906 | 1911 | 1921 | 1926 | 1931 | 1936 | 1946 | 1954 | 1962 |
| ---- | ---- | ---- | ---- | ---- | ---- | ---- | ---- | ---- |
| 477  | 489  | 384  | 421  | 407  | 353  | 393  | 404  | 420  |

| 1968 | 1975 | 1982 | 1990 | 1999 | 2006 | 2008 | 2013 | 2018 |
| ---- | ---- | ---- | ---- | ---- | ---- | ---- | ---- | ---- |
| 556  | 549  | 603  | 601  | 582  | 627  | 640  | 746  | 775  |

| 2022 | - | - | - | - | - | - | - | - |
| ---- | - | - | - | - | - | - | - | - |
| 774  | - | - | - | - | - | - | - | - |

### Enseignement
- Ecole Maternelle (+CP) de Brin

### Évènements
Malgré la taille de la commune, celle-ci accueille régulièrement des évènements (Loto, Soirée spéciale...)

### Sport
Pendant longtemps, le village avait un club de football : le F.U.S Brin. Aujourd'hui, ce club n'existe plus.

## Culture locale et patrimoine

### Lieux et monuments
- Maison forte XIVe siècle/XVe siècle.
- Église Saint-Martin, reconstruite après 1918.
- Ancien poste de frontière allemand reconstruit pour commémorer les 100 ans de la fin de la Première Guerre mondiale[26].

### Héraldique, logotype et devise
| Blason de Brin-sur-Seille | Blason  | Écartelé en sautoir d'or et de gueules ; au pal ondé d'azur accompagné de deux saumons d'argent adossés et chargeant le gueules. Devise« Brin je suis, arbre serai ». |
| Blason de Brin-sur-Seille | Détails | La commune utilise ce blason depuis 1978. |